# إرنست لوتار
إرنست لوتار (بالألمانية: Ernst Lothar)‏ هو كاتب نمساوي، ولد في 25 أكتوبر 1890 في برنو في التشيك، وتوفي في 30 أكتوبر 1974 في فيينا في النمسا.

## وصلات خارجية
- إرنست لوثار على موقع IMDb (الإنجليزية)
- إرنست لوثار على موقع مونزينجر (الألمانية)
- إرنست لوثار على موقع ألو سيني (الفرنسية)
- إرنست لوثار على موقع ميوزك برينز (الإنجليزية)
- إرنست لوثار على موقع أول موفي (الإنجليزية)
- إرنست لوثار على موقع ديسكوغز (الإنجليزية)